# Maxim Pecheur

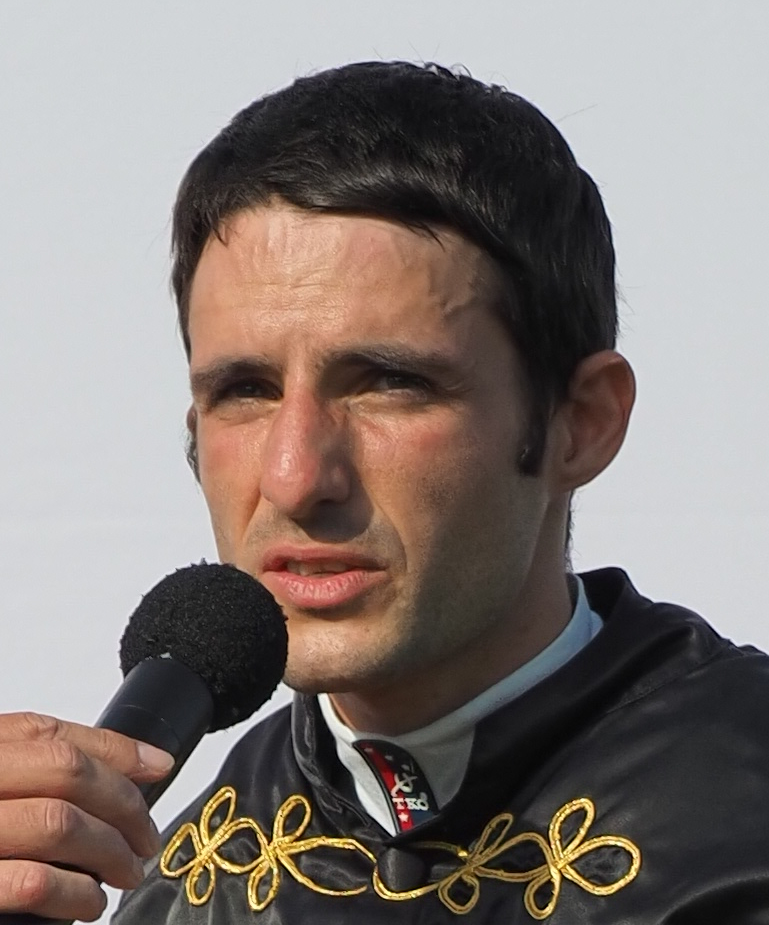
Maxim Pecheur (2019)

Maxim Pecheur (* 13. November 1990 in Pforzheim) ist ein ehemaliger deutscher Jockey. Er gewann das Deutsche Derby und den Preis der Diana.

## Kindheit und Ausbildung
Pecheur wuchs in Saarbrücken auf, wo seine Eltern ein Restaurant besitzen. Durch den Rennclub Saarbrücken kam er in Kontakt mit dem Reitsport. Nach dem Abitur wollte er eigentlich Psychologie studieren, machte aber dann auf Empfehlung von Werner Schmeer ein Praktikum im Rennstall von Christian von der Recke in Weilerswist. Danach wechselte er zu Gerald Geisler in Iffezheim, um
Galopprennen reiten zu können.

## Erfolge
2012 wurde Pecheur mit 57 Siegen Nachwuchs-Champion. Danach wechselte er zu Markus Klug vom Gestüt Röttgen in Köln-Heumar. Er wurde 2017 Sieger im 148. Deutschen Derby und 2019 beim Preis der Diana. Er beendete am 12. November 2023 auf dem Renntag in Krefeld seine Reiterkarriere, wo ihm noch einmal ein Sieg gelang. Insgesamt erreichte er in seiner Karriere 627 Siege. Ab 2024 wird er als Trainer im Gestüt Röttgen tätig sein. 

## Privates
2017 zog Pecheur nach Lohmar. 2019 heiratete er die Reiterin Lena Maria Pecheur (geb. Mattes) und zog dann nach Much, ebenfalls im Rhein-Sieg-Kreis.